# 博克施塔爾湖

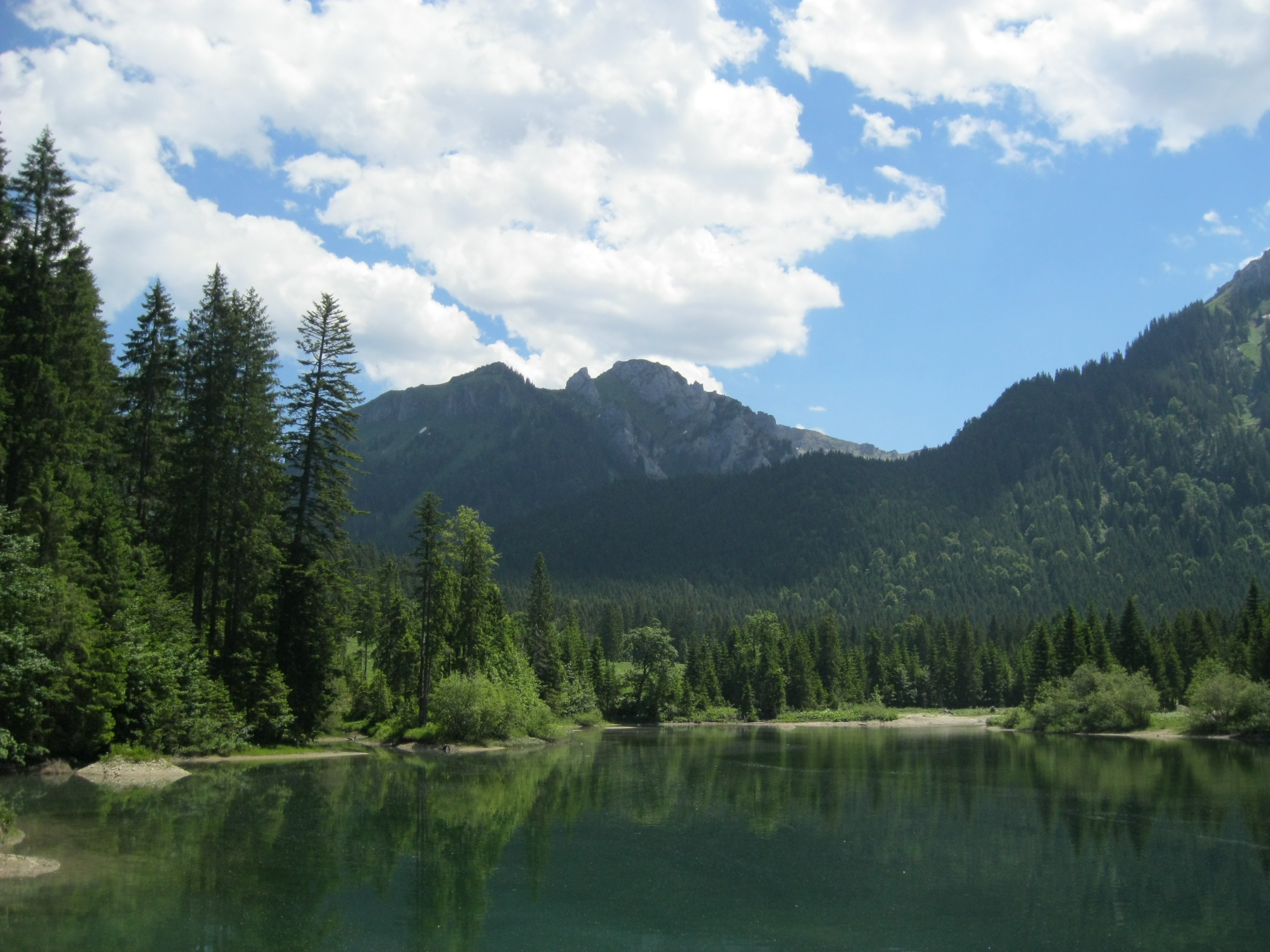

47°34′25″N 10°50′13″E / 47.57361°N 10.83694°E
博克施塔爾湖（德語：Bockstallsee），是德國的湖泊，位於該國東南部，由巴伐利亞州負責管轄，處於施瓦本行政區，長0.2公里、寬0.1公里，面積0.02平方公里，海拔高度1,120米。